# Woronowo (rejon ust-kubiński)
Woronowo (ros. Вороново) – wieś w Rosji, w rejonie ust´-kubinskim obwodu wołogodzkiego. W 2021 r. była niezamieszkana.